# 興世王
興世王（おきよおう/おきよのおほきみ　生年不詳 - 天慶3年2月19日（940年3月30日））は、平安時代中期の皇族。承平天慶の乱の首謀者の一人。官位は従五位下武蔵権守。挙兵後新皇を名乗った平将門から上総介に任じられるが、これは正規の官職ではない。
百済王貞連は平将門の乱の遠因を作った人物とされており、興世王は平将門に謀反を勧めた人物とされる。

## 出自
出自については明らかでない。明治時代の系図『皇胤志』に桓武天皇から繋げる以下2系統の系譜が記されているが、資料的根拠に乏しく信憑性に欠ける。
- 桓武天皇の皇子である仲野親王の曾孫。仲野親王－十世王－時世王－興世王、と繋げるが、興世王に至る系線は抹消されている。
- 桓武天皇の皇子である伊予親王の玄孫。伊予親王－継枝王－三隅王－村田王－興世王

一方で、大国である武蔵国の守・権守に任ぜられた皇族（臣籍降下した者を含む）は全て二世王か三世王であること、興世王と同時代の人物である光孝天皇三世王（曾孫）と見られる兼盛王の官歴（天慶9年〔946年〕従五位下、天暦4年〔950年〕越中権守）との比較から、文徳天皇または光孝天皇の三世王（曾孫）の可能性が指摘されている（赤坂恒明）。

## 経歴
承平8年（938年）武蔵権守として赴任。武蔵介・源経基と共に赴任早々に検注を実施にかかり、武蔵では正官の国司赴任以前には検注が行われない慣例になっていると拒否した足立郡郡司・武蔵武芝に対し、経基と共に兵を繰り出して郡家を襲撃し略奪を行う。武芝は山野に逃走、幾度となく文書で私財の返還を求めたが、興世王らは応じないどころか合戦の準備をして威嚇までしてみせた。この話を聞いて私兵を率いて武芝の許を訪れた平将門は、妻子を連れ軍備を整えて比企郡狭服山へ立て篭もっていた興世王と武芝を会見させて和解させようとする。しかし、その酒宴の最中に経基の営所が武芝の兵に囲まれるという事態が起こり、生命の危険を感じた経基は慌てて京へ逃げ帰ってしまう。経基は興世王と武芝と将門が共謀して謀反を謀っていると訴えると、将門の主人である太政大臣・藤原忠平が事の実否を調べることにし、御教書を下して使者を東国へ送った。興世王・将門・武芝が天慶2年（939年）5月2日付で常陸・下総・下野・武蔵・上野5カ国の国府の「謀反は事実無根」との証明書をそえて送ると、朝廷は疑いを解き、逆に経基は誣告罪で左衛門府に拘禁された。
しかし、同年5月に正任国司・百済王貞連が赴任すると事態が一転する。興世王は貞連と不仲で、貞連は興世王を国庁の会議に全く列席させなかった。やがて興世王は任地を離れて下総の将門のもとに身を寄せる。翌年、常陸の豪族藤原玄明と常陸介藤原維幾が対立し、玄明に助力した将門は常陸国府を襲撃、国府を占領した将門は印璽を奪い、維幾を京へ追い返してしまう。将門の側近となっていた興世王は「案内ヲ検スルニ、一國ヲ討テリト雖モ公ノ責メ輕カラジ。同ジク坂東ヲ虜掠シテ、暫ク氣色ヲ聞カム」と将門に東国制覇を勧め、将門はこの言に乗り下野国・上野国の国府を占領して世に言う平将門の乱を起こした。上野国府で新皇を僭称した将門の下、時の主宰者となった興世王は藤原玄茂と共に独自に除目を発令し、自らは上総介に任命される。
将門らの謀反により翌天慶3年（940年）に以前の訴えが事実になって経基は放免、将門追討が開始される。同年2月14日に平貞盛・藤原秀郷らとの合戦で将門が討ち死にすると、将門の勢力は一気に瓦解して首謀者は次々と討たれ、興世王も2月19日上総で平公雅に討たれた。

## 伝説
埼玉県の永福寺には、興世王の妾・妙喜尼が焼身自殺したという伝説がある。

## 関連作品
テレビドラマ
- 『風と雲と虹と』（1976年、NHK大河ドラマ） - 米倉斉加年
- 『陰陽師』（2020年、テレビ朝日） - 升毅

小説
　　・『陰陽師瀧夜叉姫』‐夢枕獏